# 沙贡乡 (丁青县)
沙贡乡，是中华人民共和国西藏自治区昌都市丁青县下辖的一个乡镇级行政单位。

## 行政区划
沙贡乡下辖以下地区：
然强村和沙贡村。